# Paramorbia
Paramorbia là một chi bướm đêm thuộc phân họ Tortricinae của họ Tortricidae.

## Các loài
- Paramorbia aureocastanea Razowski & Wojtusiak, 2006
- Paramorbia chionophthalma (Meyrick, 1932)
- Paramorbia ithyclina (Meyrick, 1926)
- Paramorbia rostellana (Zeller, 1877)